# Дослідження функції
Дослідження функції — задача, що полягає у визначенні основних параметрів заданої функції.

## Значення
Однією з цілей дослідження є побудова графіка функції. Попри те, що в нині це легко виконати, ввівши формулу функції в пошуковий запит Google, або скориставшись численними програмами і пристроями-графопобудовниками, а також потужнішими — системами аналітичних обчислень, вміння досліджувати функцію і побудувати її графік від руки як і раніше є так само необхідним елементом математичної освіти, як, наприклад, вміння рахувати і знання таблиці множення.

## Основні параметри
У ході дослідження знаходять багато параметрів функції як об'єкта. Тут наведено набір, з якого їх зазвичай вибирають:
- Область визначення, поведінка функції поблизу граничних її точок
- Область значень (легше знаходити після дослідження монотонності), обмеженість зверху/знизу.
- Нулі (корені) функції — точки, де вона перетворюється на нуль.
- Проміжки сталості знаків, знаки в них.
- Парність/непарність, періодичність.
- Неперервність
  - Якщо є — точки розриву, їх типи; вертикальні асимптоти.
- Перша похідна, її нулі (критичні точки) або точки зламу, якщо є.
- Екстремуми: максимуми і мінімуми.
- Проміжки монотонності.
- Друга похідна, її нулі.
- Точки перегину, проміжки опуклості.
- Поведінка на нескінченності, горизонтальні або похилі асимптоти.